# Mirror Ball (album, Neil Young)
Mirror Ball je dvacátédruhé studiové album Neila Younga. Jako doprovodná skupina si zde zahráli členové skupiny Pearl Jam. Album vyšlo 27. června 1995 u Reprise Records.

## Seznam skladeb
| Pořadí | Název                   | Délka |
| ------ | ----------------------- | ----- |
| 1.     | Song X                  | 4:40  |
| 2.     | Act of Love             | 4:54  |
| 3.     | I'm the Ocean           | 7:05  |
| 4.     | Big Green Country       | 5:08  |
| 5.     | Truth Be Known          | 4:39  |
| 6.     | Downtown                | 5:10  |
| 7.     | What Happened Yesterday | 0:46  |
| 8.     | Peace and Love          | 7:02  |
| 9.     | Throw Your Hatred Down  | 5:45  |
| 10.    | Scenery                 | 8:50  |
| 11.    | Fallen Angel            | 1:15  |

## Sestava
- Neil Young – zpěv, elektrická kytara, akustická kytara, harmonium

Pearl Jam
- Jeff Ament – basová kytara
- Stone Gossard – elektrická kytara
- Mike McCready – elektrická kytara
- Jack Irons – bicí
- Eddie Vedder – zpěv v „Peace and Love“, doprovodný zpěv